# Tumulus von Run-er-Sinzen

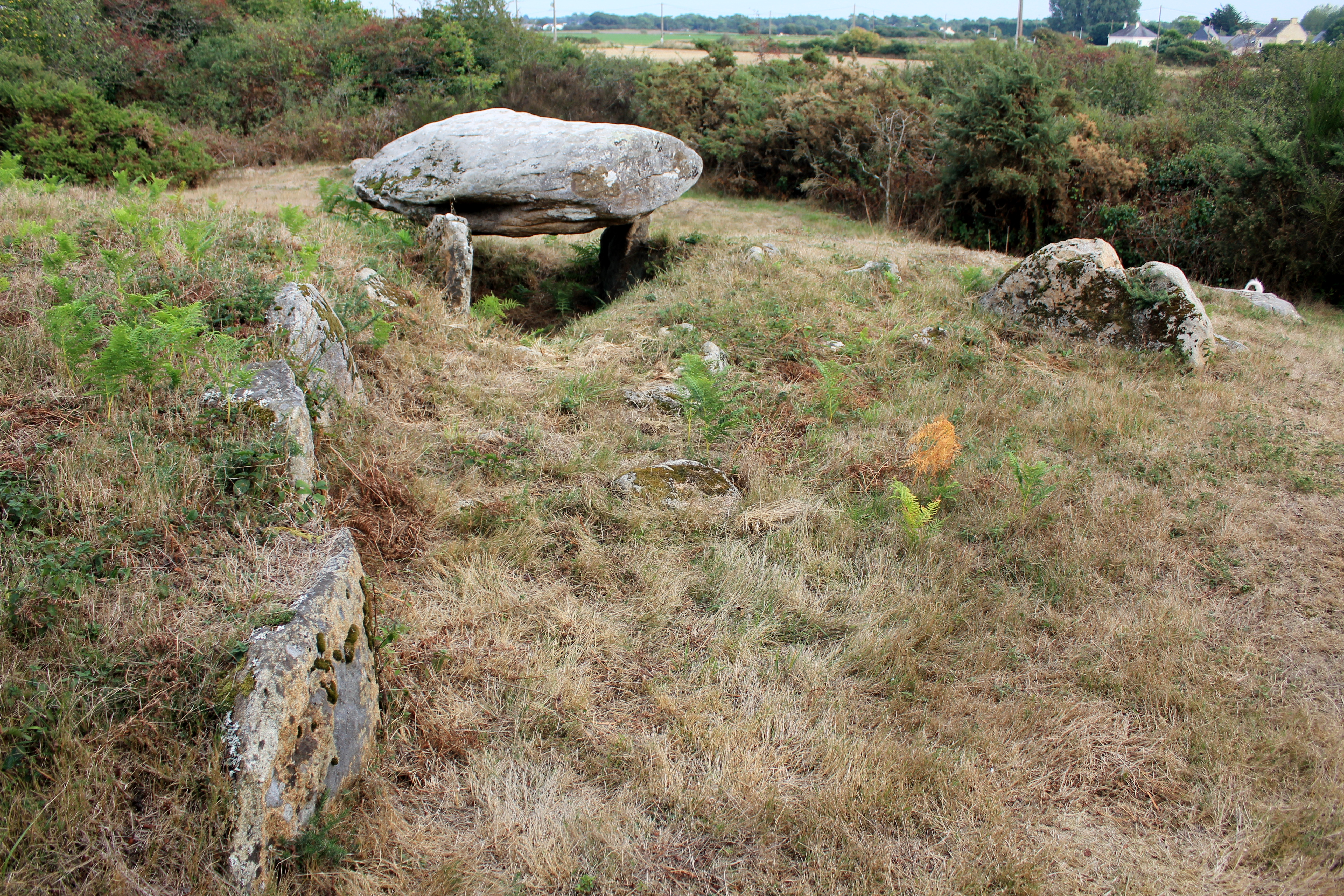
Tumulus von Run-er-Sinzen

Der Tumulus von Run-er-Sinzen (auch Dolmen des Septs Saints (deutsch Dolmen der sieben Heiligen), Tumulus von Kerihue oder Tumulus von Run-er-Luizen genannt) ist ein Tumulus südöstlich des Weilers Kerihuel und südwestlich des Weilers Sept Saints, nordwestlich von Erdeven im Département Morbihan in der Bretagne in Frankreich.

## Beschreibung
Der ruinierte Tumulus, in dem zwei Galeriegräber gefunden wurden, von denen das stärker gestörte nur noch aus einer Deckenplatte und einem Tragstein besteht, hat einen Durchmesser von 20,0 bis 25,0 Metern.

Tumulus von Run-er-Sinzen
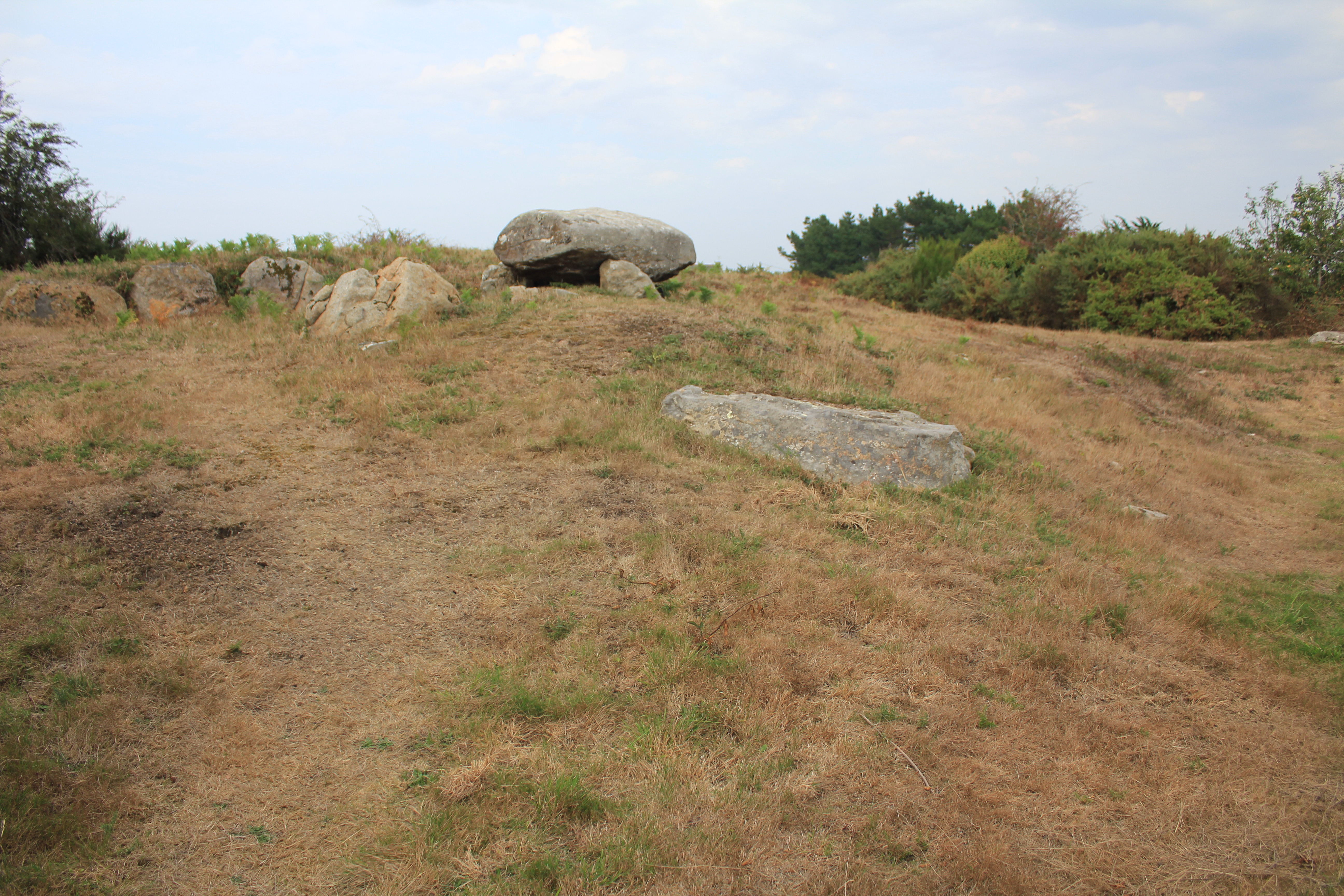
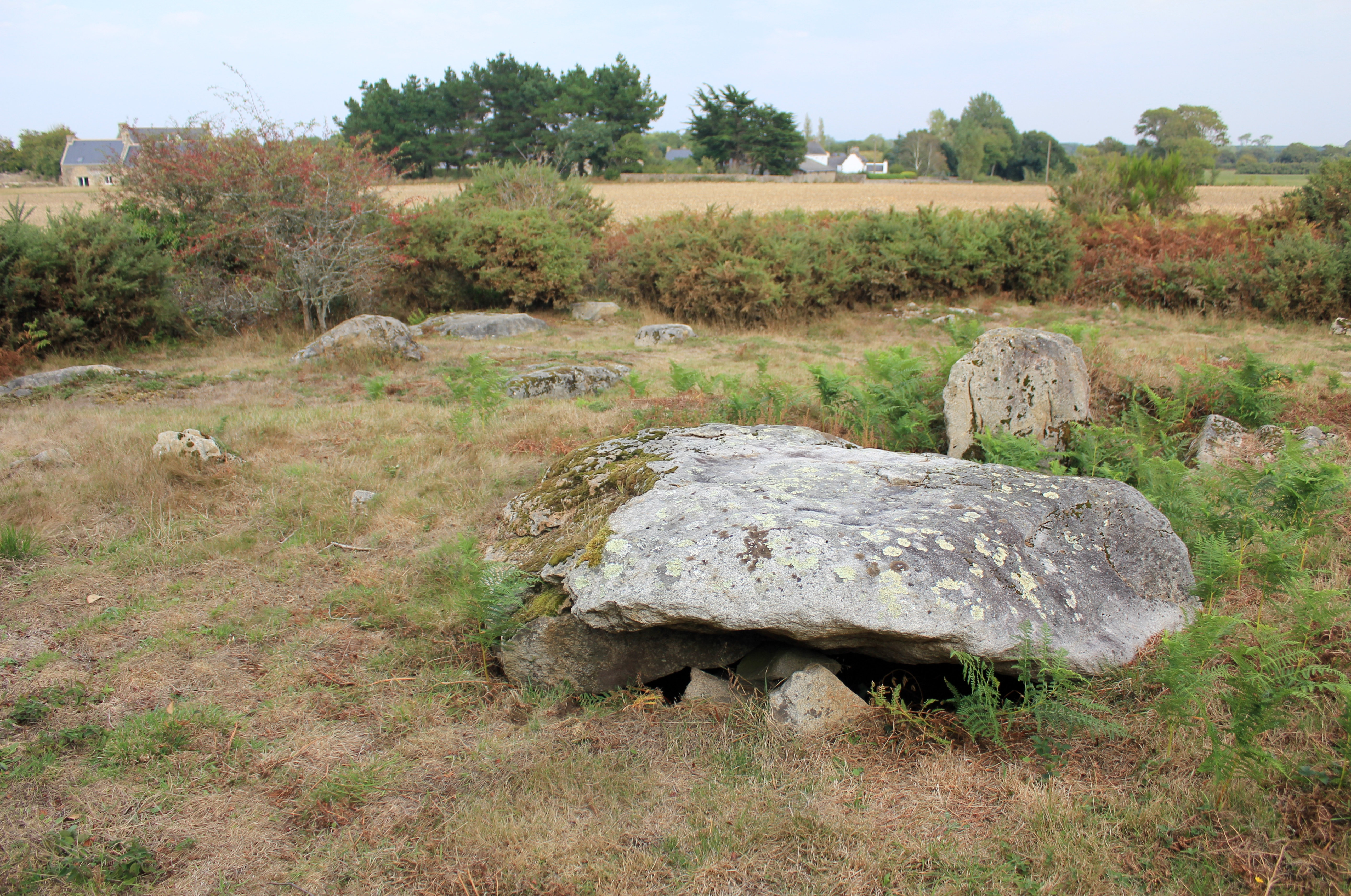
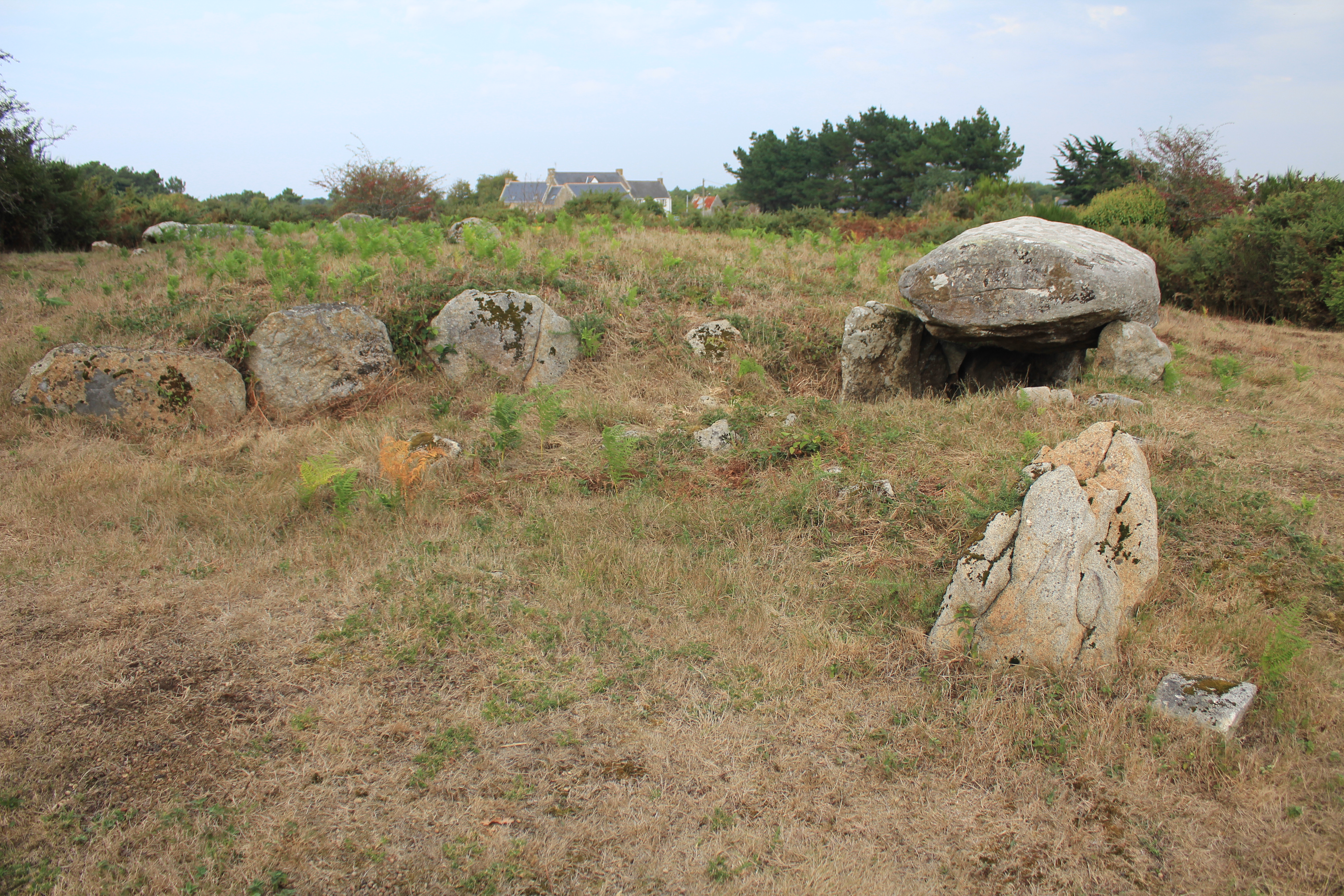

Die zweite Megalithanlage ist vollständiger. Die Kammer ist noch erkennbar. Sie bestehend aus fünf Tragsteinen, auf denen sich eine Deckenplatte befindet. Drei noch vorhandene Steine bilden den Rest des Ganges.
Auf eine ausgegangene dritte Kammer weist eine Vertiefung in der Mitte des Tumulus. 
In der Nähe liegt der Dolmen von Kerangré.